# マーガリー事件
マーガリー事件は、1875年に起きたイギリス人外交官オーガスタス・レイモンド・マーガリー (Augustus Raymond Margary)の殺害事件に端を発する、中英関係の危機である。

## 概要
イギリス駐華公使館員だった下級外交官のマーガリーは、英領インドと中国を結ぶ陸路の貿易ルートを探るため、上海から中国西南部を経て上ビルマのバモーに派遣され、そこでホレス・ブラウン大佐に会うことになっていた。マーガリーは、四川省、貴州省、雲南省を経由する約2,900キロメートルの行程を半年かけて移動し、1874年末にバモーでブラウンと面会した。上海への帰路、マーガリーは往路に通った道が安全ではないという噂を聞き、雲南省騰衝を経由するルートに変更した。しかし、現地の役人に到着を知らせていなかったため、現地住民と対立してしまったのである。1875年2月21日、清とビルマの境界付近の蛮允（マンユン、現在の雲南省徳宏タイ族チンポー族自治州盈江県太平鎮芒允）で起きた衝突で、彼と4人の中国人スタッフが現地住民のチンポー族に殺害された。
この事件は外交上の危機を招き、イギリス当局が清国政府に圧力をかける格好の口実となった。イギリス側は清に厳重な抗議を行った。この危機は、翌1876年にイギリス公使トーマス・ウェードと李鴻章が、事件に無関係の条件も含まれた芝罘条約（煙台条約）に調印することによって、一応の解決を見た。